# Ministrant
Ministrant ali mašni strežnik je oseba, ki duhovniku-mašniku pomaga pri izvedbi maše (zlasti v Rimskokatoliški cerkvi). Beseda ministrant izvira iz latinskega glagola ministrare = služiti.
Ministrant je po navadi laik, pogosto še otrok, ki mašniku pomaga zlasti pri naslednjih opravilih:
- priprava oltarja
- priprava darov (hostij in vina)
- priprava mašne knjige
- prenašanje liturgičnih rekvizitov (križ, sveča, kadilnica, ipd)
- pomoč duhovniku pri umivanju rok
- zvonenje z ročnimi zvončki pri pomembnejših delih maše

Starejši ministranti ponekod tudi vodijo nekatere molitve in berejo berila.
Pred drugim vatikanskim koncilom so bili ministrantje obvezno moški (dečki), po tem koncilu pa so ponekod uvedli tudi ministriranje deklic. Tudi v Sloveniji so se v številnih župnijah deklice uveljavile kot dobre ministrantke.

## Zgodovina
Začetki ministrantov segajo vse v judovstvo, kjer so duhovniku pri bogoslužju pomagali leviti, za katere lahko rečemo, da so bili prvi ministranti, saj so opravljali podobne vloge. 
Krščanski ministranti so se začeli približno leta 30 po Kr. Sprva so bili to učenci apostolov, kasneje pa učenci njihovih učencev.

## Zanimivosti
Poljski kralj Jan III. Sobieski je okoli leta 1680 na dan preden je odšel v vojno ministriral pri svojem duhovniku v kapeli.
Papež Pij XII je v času vojne vsako jutro ministriral pri svojem tajniku.